# 簡莉穎
簡莉穎（1984年3月29日—）為臺灣舞臺劇編劇。
2011年4月號PAR表演藝術雜誌選為「十位表演藝術新勢力」之一，2012年選為表演藝術戲劇類年度風雲人物，2015年兩廳院｢藝術基地計畫｣駐館藝術家（編劇）。
現任大慕影藝、大慕可可內容總監。

## 編劇作品

### 舞台劇
- 2010 再一次拒絕長大劇團《自由時代》
- 2010 慢島劇團《月孃》
- 2012 外表坊實驗團《春眠》
- 2012 禾劇場《懶惰》 （改編自黃碧雲《七種靜默》）
- 2012 莎士比亞的妹妹們的劇團《羞昂APP》
- 2014 果陀劇場《五斗米靠腰》
- 2014  再一次拒絕長大劇團-前叛逆男子《新社員》
- 2015 四把椅子劇團《全國最多賓士車的小鎮住著三姐妹（和她們的Brother)》(改編自俄國劇作家契訶夫(全名安東·帕夫洛維奇·契訶夫經典《三姐妹》)
- 2015 再一次拒絕長大劇團-前叛逆男子《新社員》番外篇加演
- 2016 再一次拒絕長大劇團-前叛逆男子《利維坦2.0 ：Delete 前決定愛不愛你》
- 2016 耳東劇團《服妖之鑑》
- 2017 TIFA台灣國際藝術節，四把椅子劇團X簡莉穎《叛徒馬密可能的回憶錄》
- 2017 四把椅子劇團《遙遠的東方有一群鬼》（重寫亨利易卜生《群鬼》）
- 2021 四把椅子劇團Ｘ大慕可可Ｘ王安琪《愛在年老色衰前》（監製、劇本監修）
- 2023 躍演VMTheatre CompanyX大慕可可《勸世三姐妹》（劇本顧問）
- 2024 鄭宜農X大慕可可X山喊商行《妳歌》（藝術總監、原創故事）

### 電影
- 2011 《在夜的盡頭 through the night》 導演：蔡晏珊 主演：謝盈萱 2011高雄電影節短片競賽作品
- 2025 《也許這個故事叫護唇膏》（Inspired by Lip Balm）短片 編導

### 影集
- 2023《人選之人-造浪者》（the waver maker）大慕影藝，導演：林君陽 主演：謝盈萱、王淨、黃健瑋、戴立忍、陳姸霏

### 出版品
- 2016《新社員劇本書》（前叛逆文化出版，讀冊網站上架）
- 2017《春眠：簡莉穎劇本集1》[6]（一人出版）
- 2018《服妖之鑑：簡莉穎劇本集2》（一人出版）
- 2021《叛徒馬密可能的回憶錄：簡莉穎劇本集3》（一人出版）
- 2022《直到夜色溫柔》漫畫：廢廢子 （臉譜出版），入圍2024台北國際書展非小說獎，376件中入選的10件，博客來年度百大漫畫榜top17, 2024台灣金漫獎得主
- 2023《人選之人-造浪者》劇本書 （大家出版）

## 編導作品
- 舞台劇
- 2009 中國文化大學戲劇系畢業製作《甕中舞會》(指導老師：朱宏章)甕中舞會劇評-于善祿 （页面存档备份，存于）
- 2010 再現劇團《第八日》
- 2011 黑眼睛跨劇團《TAIWAN365-永遠的一天》(共同編導)
- 2012 第五屆女節《妳變了於是我》
- 2013 黑眼睛跨劇團《活小孩》(共同編導)
- 2015 黑眼睛跨劇團《對幹藝術節-看在老天爺的份上》文本源自於米歇‧韋納維爾《求職》
- 電影
- 2025 《也許這個故事叫護唇膏》（Inspired by Lip Balm ）短片short film 編導（2025比利時布魯塞爾奇幻影展入選、2025台灣金穗獎劇情片入圍）